# Emberi Erőforrások Minisztériuma
Az Emberi Erőforrások Minisztériuma (Emmi vagy EMMI) a második, a harmadik, illetve negyedik Orbán-kormány egyik minisztériuma volt 2022-ig.

## Története

### A NEFMI
2010-ben jött létre Nemzeti Erőforrás Minisztérium (Nefmi) néven az Oktatási és Kulturális Minisztérium, az Egészségügyi Minisztérium és a Szociális és Munkaügyi Minisztérium, valamint az Önkormányzati Minisztérium sportpolitikáért felelős részlegének összevonásával. Első minisztere Réthelyi Miklós volt.

### Az EMMI
2012. május 14-én Balog Zoltán váltotta őt (a minisztérium ekkor vette fel az Emberi Erőforrások Minisztériuma nevet), egyúttal a társadalmi felzárkózás, a társadalmi és civil kapcsolatok fejlesztése, az egyházakkal való kapcsolattartás koordinációja, a nemzetiségpolitika és a romák társadalmi integrációja is átkerült ehhez a tárcához a Közigazgatási és Igazságügyi Minisztériumtól.
Harmadik, egyben utolsó minisztere 2018. május 18. és 2022. május 24. között Kásler Miklós onkológus professzor.
Az ötödik Orbán-kormány megalakulásakor a miniszterelnök átalakította a kormányzati struktúrát, és az Emmi megszűnt: a közoktatáshoz, az egészségügyhöz és a szociálpolitikához kapcsolódó feladatai a Belügyminisztériumhoz, a felsőoktatás és a kulturális ügyek pedig az újonnan létrejövő Kulturális és Innovációs Minisztériumhoz kerültek. A sportügyekért felelős államtitkárság a hadügyminisztériumhoz került át.

## A minisztérium feladatköre
A minisztérium, illetve az emberi erőforrások minisztere volt a felelős a kormányban az alábbi területekért:
1. családpolitika,
2. az egészségbiztosítás rendszere,
3. egészségfejlesztési és betegségmegelőzési feladatok,
4. egészségügy,
5. foglalkoztatási rehabilitáció,
6. gyermek- és ifjúságpolitika,
7. a gyermekek és az ifjúság védelme,
8. kábítószer-megelőzés és kábítószerügyi koordinációs feladatok,
9. oktatás, beleértve a közoktatást, a felsőoktatást és a pedagógusképzést,
10. kultúra,
11. sportpolitika,
12. szociál- és nyugdíjpolitika,
13. a társadalmi esélyegyenlőség előmozdítása, különösen a fogyatékos és megváltozott munkaképességű személyek esélyegyenlőségének, valamint a nők és férfiak esélyegyenlőségének előmozdítása,
14. a tudománypolitika koordinációja.

## Szervezeti felépítése[7]

### Miniszter
- Dr. Kásler Miklós[8]

### Államtitkárságok
Parlamenti Államtitkárság
- Államtitkár: dr. Rétvári Bence[9]
- Helyettes államtitkárok: dr. Sölch Gellért stratégiai ügyekért felelős helyettes[10]

Közigazgatási Államtitkárság
- Államtitkár: dr. Latorcai Csaba[11]
- Helyettes államtitkárok: dr. Bathó Ferenc költségvetési, gazdálkodási és személyügyi helyettes államtitkár, dr. Danku Csaba koordinációs ügyekért felelős helyettes államtitkár, dr. Katona Gábor jogi ügyekért felelős helyettes[10]

Sportért Felelős Államtitkárság
- Államtitkár: dr. Szabó Tünde
- Helyettes államtitkárok: Dr. Fazekas Attila Erik sportigazgatásért és sportágfejlesztésért felelős helyettes államtitkár, Sárfalvi Péter sportlétesítményekért és sportkapcsolatokért felelős helyettes[10]

Szociális ügyekért és Társadalmi felzárkózásért Felelős Államtitkárság
- Államtitkár: Fülöp Attila [12]
- Helyettes államtitkárok: dr. Simon Attila István szociális ügyekért felelős helyettes[10]

Család- és ifjúságügyért Felelős Államtitkárság
- Államtitkár: Zsigó Róbert
- Helyettes államtitkárok: Dr. Beneda Attila családpolitikáért felelős helyettes államtitkár, Rácz Zsófia fiatalokért felelős helyettes[10]

Egészségügyért Felelős Államtitkárság
- Államtitkár: dr. Horváth Ildikó[13]
- Helyettes államtitkárok:  Dr. Csányi Endre Péter egészségügy szakmai irányításáért felelős helyettes államtitkár, Dr. Csiki Zoltán egészségügyi fejlesztésekért felelős helyettes államtitkár, Szigeti Szabolcs egészségügyi gazdálkodásért és intézményfelügyeletért felelős helyettes[10]

Köznevelésért Felelős Államtitkárság
- Államtitkár: dr. Maruzsa Zoltán[14]
- Helyettes államtitkárok: Kisfaludy László köznevelésért felelős helyettes[10]

Kultúráért Felelős Államtitkárság
- Államtitkár: Fekete Péter[15]
- Helyettes államtitkárok: Krucsainé Herter Anikó kulturális fejlesztésekért és finanszírozásért felelős helyettes államtitkár, dr. Fülöp Péter művészeti, közművelődési és közgyűjteményi ügyekért felelős helyettes[10]

Nemzetközi Ügyekért Felelős Államtitkárság
- Államtitkár: dr. Lőrinczi Zoltán[16]
- Helyettes államtitkárok: Dr. Kovács István nemzetközi és európai uniós ügyekért felelős helyettes államtitkár[10]

Európai Uniós Fejlesztéspolitikáért Felelős Államtitkárság
- Államtitkár: Vitályos Eszter [17]
- Helyettes államtitkárok: Dr. Nemcsok Dénes Sándor európai uniós fejlesztések végrehajtásáért felelős helyettes államtitkár[10]

### A minisztérium korábbi vezetői
- Magyarország oktatásügyi minisztereinek listája
- Magyarország egészségügyi minisztereinek listája